# Adícora
Adícora – miejscowość w północnej Wenezueli, znajdująca się na półwyspie Paraguaná w stanie Falcón.